# Городище (Новосибирская область)
Городище— деревня в Здвинском районе Новосибирской области. Входит в состав Петраковского сельсовета.

## География
Деревня расположена между оз. Дичи и оз. Жилая Курья с одной стороны и заливом оз. Малые Чаны с другой.
Площадь деревни — 38 гектаров.

## Население
| 2002 | 2007 | 2010 |
| ---- | ---- | ---- |
| 272  | ↘252 | ↘232 |

## Инфраструктура
В деревне по данным на 2007 год функционируют 1 учреждение здравоохранения, 1 образовательное учреждение.
Также в деревне на берегу оз. Малые Чаны находится свайный водомерный пост.